# アルフォンソ・ゴメス＝レホン

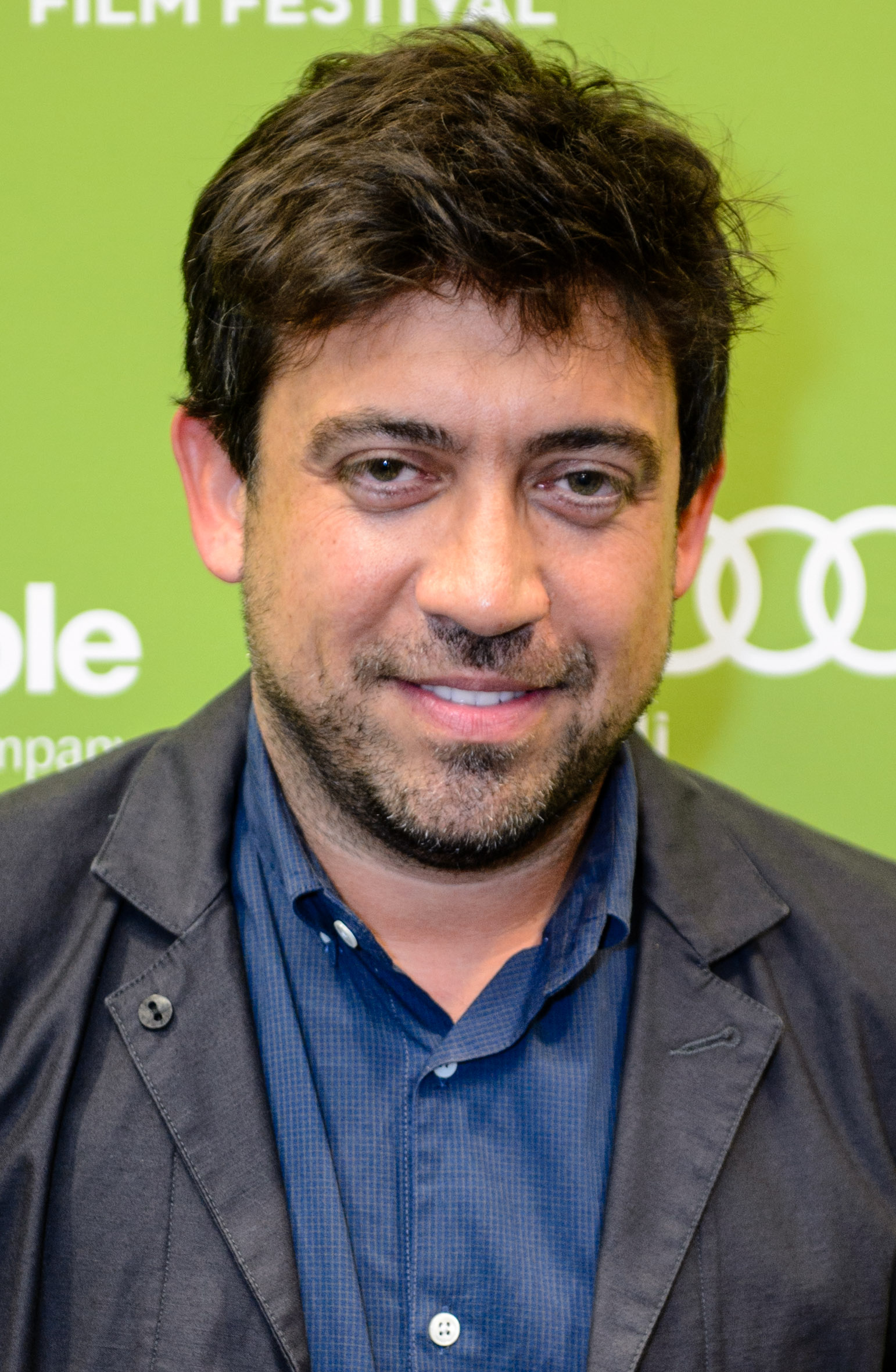
アルフォンソ・ゴメス＝レホン

アルフォンソ・ゴメス＝レホン（Alfonso Gomez-Rejon）は、アメリカ合衆国の映画及びテレビの監督である。

## 人物
フィーチャー映画の第二班監督としてキャリアを始め、テレビシリーズのエピソードやコマーシャルを監督するようになる。テレビシリーズでは『glee/グリー』や『アメリカン・ホラー・ストーリー』を監督している。コマーシャルではアメリカン・エキスプレス、シボレー（第45回スーパーボウル）、T-モバイルなどを監督した。

## キャリア
アメリカン・フィルム・インスティチュート学院で1995年のスクリーンライティングの生徒であった。
映画『カジノ』、『バベル』、『ジュリー&ジュリア』などで第二班監督を務めた。
ライアン・マーフィー、ブラッド・ファルチャック、ダンテ・ディ・ロレート製作総指揮のテレビシリーズ『glee/グリー』で初めてテレビシリーズにクレジットされた。第1シーズンでは第18話「自分らしくあるために」（2010年5月11日）を監督した。第2シーズンでは第3話「ホット・チーズサンドに願いを!」（2010年10月5日）、第10話「メリー・グリー・クリスマス」（2010年12月7日）、第18話「ボーン・ディス・ウェイ」（2011年4月26日）を監督した。第3シーズンでは第3話「AAマイナスは落第点」（2011年10月4日）、第11話「マイケル争奪戦」（2012年1月31日）を監督した。第4シーズンでは第2話「ブリトニー・スピアーズ 2.0」（2012年9月20日）、第4話「涙の別れ」（2012年10月4日）を監督した。
2011年10月に始まった同じくマーフィー、ファルチャック、ディ・ロレート製作総指揮の『アメリカン・ホラー・ストーリー』にも参加し、第1シーズン『呪いの館』では第2話「惨劇の再現」（2011年10月12日）、第11話「闇の出産」（2011年12月14日）を監督した。

## フィルモグラフィ
以下はゴメス＝レホンのフィルモグラフィである。

### 映画
| 年   | タイトル                                                    | クレジット                               | 備考 |
| ---- | ----------------------------------------------------------- | ---------------------------------------- | ---- |
| 1995 | カジノ Casino                                               | Second Unit Director                     |      |
| 1996 | Grace of My Heart                                           | Special Thanks                           |      |
| 2000 | Lucky Numbers                                               | Second Unit Director                     |      |
| 2003 | 21グラム 21 Grams                                           | Assistant                                |      |
| 2005 | 奥さまは魔女 Bewitched                                      | Second Unit Director                     |      |
| 2006 | バベル Babel                                                | Casting Consultant, Second Unit Director |      |
| 2009 | 消されたヘッドライン State of Play                          | Second Unit Director                     |      |
| 2009 | ジュリー&ジュリア Julie & Julia                             | Second Unit Director                     |      |
| 2010 | 食べて、祈って、恋をして Eat Pray Love                      | Casting, Second Unit Director            |      |
| 2011 | 第九軍団のワシ The Eagle                                    | Second Unit Director                     |      |
| 2011 | Monte Carlo                                                 | Second Unit Director                     |      |
| 2012 | アルゴ Argo                                                 | Second Unit Director                     |      |
| 2014 | The Town That Dreaded Sundown                               | 監督                                     |      |
| 2015 | ぼくとアールと彼女のさよなら Me and Earl and the Dying Girl | 監督                                     |      |
| 2017 | エジソンズ・ゲーム The Current War                          | 監督                                     |      |

### テレビシリーズ
| タイトル                                             | シーズン    | #      | エピソード                    | 放送日         | クレジット                              | 備考 |
| ---------------------------------------------------- | ----------- | ------ | ----------------------------- | -------------- | --------------------------------------- | ---- |
| glee/グリー Glee                                     | 第1シーズン | 第18話 | 自分らしくあるために          | 2010年5月11日  | 監督                                    |      |
| glee/グリー Glee                                     | 第2シーズン | 第3話  | ホット・チーズサンドに願いを! | 2010年10月5日  | 監督                                    |      |
| glee/グリー Glee                                     | 第2シーズン | 第10話 | メリー・グリー・クリスマス    | 2010年12月7日  | 監督                                    |      |
| glee/グリー Glee                                     | 第2シーズン | 第18話 | ボーン・ディス・ウェイ        | 2011年4月26日  | 監督                                    |      |
| glee/グリー Glee                                     | 第3シーズン | 第3話  | Aマイナスは落第点             | 2011年10月4日  | 監督                                    |      |
| glee/グリー Glee                                     | 第3シーズン | 第11話 | マイケル争奪戦                | 2012年1月31日  | 監督                                    |      |
| glee/グリー Glee                                     | 第4シーズン | 第2話  | ブリトニー・スピアーズ 2.0    | 2012年9月20日  | 監督                                    |      |
| glee/グリー Glee                                     | 第4シーズン | 第4話  | 涙の別れ                      | 2012年10月4日  | 監督                                    |      |
| アメリカン・ホラー・ストーリー American Horror Story | 第1シーズン | 第2話  | 惨劇の再現                    | 2011年10月12日 | 監督                                    |      |
| アメリカン・ホラー・ストーリー American Horror Story | 第1シーズン | 第11話 | 闇の出産                      | 2011年12月14日 | 監督                                    |      |
| アメリカン・ホラー・ストーリー American Horror Story | 第2シーズン | 第5話  | 私の名はアンネ･フランク 後編  | 2012年11月14日 | 監督                                    |      |
| アメリカン・ホラー・ストーリー American Horror Story | 第2シーズン | 第11話 | 母のぬくもり                  | 2013年1月9日   | 監督                                    |      |
| アメリカン・ホラー・ストーリー American Horror Story | 第2シーズン | 第13話 | 狂気の終焉                    | 2013年1月23日  | 監督                                    |      |
| アメリカン・ホラー・ストーリー American Horror Story | 第3シーズン | 第1話  | "Bitchcraft"                  | 2013年10月9日  | 監督 共同エグゼクティブ・プロデューサー |      |
| アメリカン・ホラー・ストーリー American Horror Story | 第3シーズン | 第3話  | "The Replacements"            | 2013年10月23日 | 監督                                    |      |
| アメリカン・ホラー・ストーリー American Horror Story | 第3シーズン | 第8話  | "The Sacred Taking"           | 2013年12月4日  | 監督                                    |      |